# Acte d'avocat

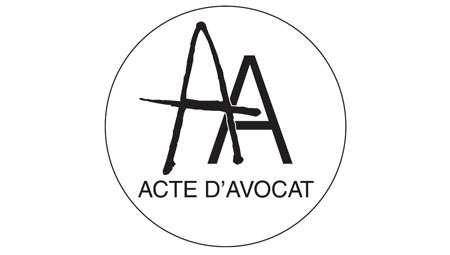
Le sceau d'un acte d'Avocat

L'acte d'avocat, créé par la loi française no 2011-331 du 28 mars 2011 de modernisation des professions judiciaires ou juridiques et certaines professions réglementées, est un acte sous seing privé qui est signé par les parties et qui fait l'objet d'un contreseing par un ou plusieurs avocats, avec plusieurs conséquences attachées à ce contreseing. Ainsi, l'avocat, par sa signature, certifie avoir informé la partie ou les parties qu'il assiste des conséquences juridiques de l'acte ; l'acte contresigné par un avocat, comme l'acte notarié, dispense de toute autre mention et notamment des fastidieuses "pages d'écritures" pour les engagements de caution, notamment parce que la partie a été informée spécifiquement des conséquences ; l'acte fait foi de l'écriture et de la signature des parties, ce qui rend difficile leur remise en cause ultérieure par une partie de mauvaise foi ou par un tiers, eu égard aux exigences de la procédure spécifique d'inscription de faux.

## Historique
La commission Darrois a été formée afin de réfléchir sur la modernisation des professions du droit et proposer des modifications statutaires, législatives, réglementaires pour adapter ses professions à un marché qui se révèle de plus en plus concurrentiel, y compris pour les professions réglementées et officiers publics et ministériels. Elle s'est penchée sur un élément fondamental de preuve d'une obligation, les actes écrits, connaissant deux formes en France, les actes sous seing privé et les actes authentiques.
Prenant acte des besoins de sécurité juridique et d'information de la population et des entreprises, elle a recommandé la création d'un acte sous seing privé renforcé, contresigné par un ou plusieurs avocats, afin de conférer à ces actes une « valeur » supplémentaire.
En effet, le constat qui avait été fait par la commission était le grand nombre d'actes sous seing privé signés en France et qui étaient, pour la plupart, soit imposés par une partie plus puissante, telle qu'une banque ou une assurance, soit établis à partir d'un formulaire, soit encore rédigés par les parties elles-mêmes, avec les risques que cela laissait présager. Elle a donc voulu développer le recours à des professionnels du droit, qualifiés pour assister et informer les parties à l'acte, tout en s'assurant de l'absence de conflit d'intérêts.
Les débats sont nourris, de même que les oppositions d'autres professions. Ainsi, le conseil supérieur des experts-comptables et deux syndicats professionnels des experts-comptables engagent un recours contre l'acte d'avocat devant l'autorité de la concurrence, estimant que la création de cet acte conférait un avantage aux avocats sur le marché du droit et du conseil aux entreprises. Par un avis en date du 27 mai 2010, l'autorité a estimé que l'acte d'avocat ne portait pas atteinte aux règles de concurrence et aucune suite ne sera donnée par la profession d'expert-comptable ou par les autres professions du droit contre le dit acte.
Il est introduit par la loi du 28 mars 2011, laquelle intègre au code civil l'article 1322 « L'acte sous seing privé, reconnu par celui auquel on l'oppose, où légalement tenu pour reconnu a, entre ceux qui l'ont souscrit et entre leurs héritiers et ayants cause, la même foi que l'acte authentique » et trois articles à la loi du 31 décembre 1971 :
Article 66-3-1 : En contresignant un acte sous seing privé, l'avocat atteste avoir éclairé pleinement la ou les parties qu'il conseille sur les conséquences juridiques de cet acte.
Article 66-3-2 : L’acte sous seing privé contresigné par les avocats de chacune des parties ou par l'avocat de toutes les parties fait pleine foi de l'écriture et de la signature de celles-ci tant à leur égard qu'à celui de leurs héritiers ou ayants cause. La procédure de faux prévue par le code de procédure civile lui est applicable.
Article 66-3-3 : L'acte sous seing privé contresigné par avocat est, sauf disposition dérogeant expressément au présent article, dispensé de toute mention manuscrite exigée par la loi.
Depuis lors, l'ordonnance no 2016-131 du 10 février 2016 a intégré l'acte d'avocat dans le cadre de la réforme générale du droit des obligations en insérant un article 1374 « L'acte sous signature privée contresigné par les avocats de chacune des parties ou par l'avocat de toutes les parties fait foi de l'écriture et de la signature des parties, tant à leur égard qu'à celui de leurs héritiers ou ayants cause. La procédure de faux prévue par le code de procédure civile lui est applicable.Cet acte est dispensé de toute mention manuscrite exigée par la loi. »
Depuis la réforme du code civil, l'article 1322 a été interverti par l'article 1372 du code civil qui dispose qu'un acte sous signature privée reconnu entre des ayants cause ou héritiers fait foi jusqu'à preuve du contraire, la réforme du code civil ayant ainsi donné force probante à l'acte sous seing privé contresigné par l'avocat lorsque cet acte n'est pas unilatéral mais qu'il est mutuellement reconnu entre des ayants cause ou des héritiers, la nature juridique d'un tel acte se rapprochant ainsi de celle du procès-verbal de constat d'huissier de justice qui fait foi jusqu'à preuve du contraire, comme en disposent l'article 2 de la loi no 2010-1609 du 22 décembre 2010 ainsi que l'article 1369 du code civil (1317 du code civil avant la réforme du code civil).

## Définition
L'acte d'avocat est un acte sous seing privé qui est signé par les parties et qui fait l'objet d'un contreseing par un ou plusieurs avocats, avec plusieurs conséquences attachées à ce contreseing :
- L'avocat, par sa signature, certifie avoir informé la partie ou les parties qu'il assiste des conséquences juridiques de l'acte ;
- L'acte contresigné par un avocat, comme l'acte notarié, dispense de toute autre mention et notamment des fastidieuses "pages d'écritures" pour les engagements de caution, notamment parce que la partie a été informée spécifiquement des conséquences ;
- L'acte fait foi de l'écriture et de la signature des parties, ce qui rend difficile leur remise en cause ultérieure par une partie de mauvaise foi ou par un tiers, eu égard aux exigences de la procédure spécifique d'inscription de faux.

Indépendamment de ces conséquences, l'acte d'avocat, comme l'acte notarié, est la consécration de l'information des parties par un professionnel du droit, dans le cadre de la signature d'un acte qui peut avoir des conséquences extrêmement importantes dans la vie quotidienne des justiciables et des entreprises, il est donc gage d'une meilleure qualité des actes signés et d'une plus grande sécurité juridique.
Il peut intervenir dans tous les actes sous seing privé régularisé, pour les particuliers : les reconnaissances de dette, les baux d'habitations, les donations, le cautionnement, les ventes de meubles, les prêts mobiliers, etc., pour les entreprises : les ventes de fonds de commerce ou les cessions de parts d'entreprises, la cession d'un droit au bail commercial, les baux commerciaux, etc.
La profession d'avocat a su, en suite de la création de l'acte, développer des solutions de conservation durable des actes d'avocat, pour des durées qui peuvent être très longues, notamment par le biais d'une plate-forme connectée au réseau privé des avocats www.e-barreau.fr.
Il présente plusieurs différences notables avec l'acte notarié :
- Il n'a pas, nativement, date certaine, mais son enregistrement sur la plate-forme créée par le Conseil national des barreaux permet d'acquérir une date d'horodatage certifiée par la clef cryptée de l'avocat ;
- Il n'a pas la force exécutoire, bien que celle-ci puisse toujours être conférée sur simple requête par le président du tribunal de grande instance ou du tribunal de commerce ;
- Il n'est pas tarifé, ce qui permet au client et à l'avocat de s'entendre au préalable sur le coût de la prestation, contrairement à l'acte notarié qui est soumis au tarif, fixe, des notaires.

En termes de responsabilité professionnelle pour l'avocat, la rédaction d'un acte d'avocat emporte la même responsabilité que pour toute autre acte dont il serait le rédacteur ou qui lui aurait été donné à relire pour consultation.

## Applications
L'acte d'avocat peut intervenir pour l'ensemble des actes sous seing privé, ce qui recouvre, entre autres :
- le droit civil (baux, cautionnement, reconnaissance de dette, etc.)
- Le droit de la famille (convention de divorce, etc.) ;
- Le droit commercial (contrats commerciaux, bail commercial, statuts de société, procès-verbaux de société, cession de parts ou d'action, fusion, scission, apports partiels d'actifs, etc.) ;
- Le droit du travail (contrat de travail, transactions, détachements, etc.) ;

### Cautionnement d'une personne physique envers un créancier professionnel
L'article L341-2 du code de la consommation prévoit en principe qu'une caution personne physique qui souscrit à un cautionnement auprès d'un créancier professionnel doit faire précéder sa signature d'une mention manuscrite, dont l'irrégularité entraîne la nullité de du cautionnement. Cette mention étant destinée à délimiter l'étendue de l'engagement de la caution et de lui faire prendre conscience de la gravité de celui-ci.
Cette exigence formelle ad validitatem n'est pas exigée quand le cautionnement est fait par acte d'avocat, en application du 3° alinéa de l'article 1374 du Code civil : « Cet acte est dispensé de toute mention manuscrite exigée par la loi. ». On considère que cette mention ferait double emploi avec les conseils de l'avocat[réf. souhaitée].

### Divorce par consentement mutuel
Un premier développement a été adopté par la loi du 18 novembre 2016 « de modernisation de la justice du XXIe siècle », au travers de la déjudiciarisation du divorce par consentement mutuel, complétée par le décret du 28 décembre 2016 relatif au divorce par consentement mutuel par acte d'avocat.
L'acte signé par les parties est un acte d'avocats, contresigné par les avocats des parties et qui devient, au terme d'un respect d'un délai de réflexion de 15 jours et à la suite de l'enregistrement de l'acte auprès auprès des minutes d'un notaire, un titre exécutoire, conformément à l'article L. 111-3 du code des procédures civiles d'exécution.
Le notaire recevant l'acte est tenu d'instrumenter, le garde des Sceaux, Jean-Jacques Urvoas, indiquant dans son communiqué du 27 décembre 2017, « le notaire ne remplace pas le juge : il ne contrôle pas le consentement des parties ni l’équilibre de la convention, ces missions étant assurées par les avocats. Ni les parties, ni les avocats ne se présentent devant lui ».

## L'acte d'avocat électronique

### Naissance
Le président du Conseil national des barreaux a, à l'occasion du lancement de l'acte d'avocat dématérialisé pris pour base que la profession d'avocat n'est « plus la profession du papier » et que le mouvement de dématérialisation des actes devait inclure l'acte d'avocat. C'est ainsi que la représentation nationale des barreaux a élaboré l'acte d'avocat 100 % électronique :
- en garantissant sa date et sa valeur probante ;
- en identifiant les parties intervenant à l'acte et les avocats le contresignant ;
- en développant une méthode de signature électronique simple et sécurisée ;
- en assurant sa conservation et sa durabilité.

En pratique, l'acte d'avocat électronique permet de s'exonérer de la lourdeur des longues séances de signature, d'autant plus compliquées à organiser que les parties sont nombreuses et qu'elles résident loin. Cela permet également d'éviter que des actes « tournent » entre les différentes parties pour être enfin signées, facteur d'insécurité et de retard.

### Valeur
En termes de valeur par rapport à un acte « papier », l'acte d'avocat électronique a à la même valeur, tirée des dispositions suivantes :
- la loi no 2000-230 du 13 mars 2000 portant adaptation du droit de la preuve aux technologies de l’information et relative à la signature électronique le décret no 2001-272 du 30 mars 2001, pris pour l’application de l’article 1316-4 du code civil et relatif à la signature électronique
- le décret no 2002-535 du 18 avril 2002 relatif à l’évaluation et à la certification de la sécurité offerte par les produits et les systèmes des technologies de l’information ;
- la loi no 2004-575 du 21 juin 2004 pour la confiance dans l’économie numérique qui précise le régime de responsabilité des prestataires de services de certification électronique délivrant des certificats électroniques qualifiés ;
- l’arrêté du 26 juillet 2004 relatif à la reconnaissance de la qualification des prestataires de services de certification électronique et à l’accréditation des organismes qui procèdent à leur évaluation ;

Notamment, l'article 1316-4 du code civil dispose que « La signature nécessaire à la perfection d'un acte juridique identifie celui qui l'appose. Elle manifeste le consentement des parties aux obligations qui découlent de cet acte. Quand elle est apposée par un officier public, elle confère l'authenticité à l'acte. »
« Lorsqu'elle est électronique, elle consiste en l'usage d'un procédé fiable d'identification garantissant son lien avec l'acte auquel elle s'attache. La fiabilité de ce procédé est présumée, jusqu'à preuve contraire, lorsque la signature électronique est créée, l'identité du signataire assurée et l'intégrité de l'acte garantie, dans des conditions fixées par décret en Conseil d'État. »
À compter de l'entrée en vigueur de la réforme du droit des obligations, ces dispositions seront reprises dans l'article 1174 du code civil : « Lorsqu'un écrit est exigé pour la validité d'un contrat, il peut être établi et conservé sous forme électronique dans les conditions prévues aux articles 1366 et 1367 et, lorsqu'un acte authentique est requis, au deuxième alinéa de l'article 1369. Lorsqu'est exigée une mention écrite de la main même de celui qui s'oblige, ce dernier peut l'apposer sous forme électronique si les conditions de cette apposition sont de nature à garantir qu'elle ne peut être effectuée que par lui-même. »

### Enregistrement de l'acte par l'administration des impôts
La direction générale des Finances publiques a adressé une note de service à l'ensemble de ses directions indiquant que les actes d'avocats numériques rematérialisés étaient admis à la formalité de l’enregistrement, dès lors qu'une mention de certification de conformité à l'original, rédigée par l'avocat rédacteur de l'acte, figurait dans l'acte présenté à l’enregistrement.
L’acte d’avocat électronique intègre ainsi, sous réserve de l’apposition de cette dernière mention sur l’acte rematérialisé, la liste des actes admis à l’enregistrement. Il importe de noter que l’accomplissement de cette formalité confère à l’acte date certaine.
Le Conseil national des barreaux souhaite désormais faire passer la relation entre les avocats et l'administration fiscale à un niveau supérieur en permettant la possibilité de procéder à la télétransmission des actes et au paiement dématérialisé.

### L'acte de procédure d'avocat
Depuis le développement de la mise en état devant les juridictions civiles, l'avancée de la procédure s'est opérée sous le contrôle du juge, les avocats pouvant être contraints par le juge à respecter des échéances avant que l'affaire soit clôturée et fixée à plaider. Toutefois, les audiences de mises en état sont une lourdeur pour la juridiction, qui doit gérer des audiences et un secrétariat important,
C'est dans ce cadre qu'intervient le rapport Delmas-Goyon de décembre 2013, sur la justice du XXIe siècle, qui propose de faire évoluer l'instance et de rendre aux parties et à leurs représentants l'initiative et la direction du procès, en instituant « un support juridique permettant de matérialiser les diligences accomplies. C’est l’acte de procédure d’avocat » (p. 79), défini comme un « acte d’administration de la preuve contradictoirement accompli par les avocats des parties, nécessairement consentantes ».
Un premier projet de décret a été élaboré, mais n'a pas connu d'évolution notable, mais dans le cadre des décrets de la loi Macron, le sujet est à nouveau évoqué.
Par un décret en date du 6 mai 2017, le gouvernement a procédé à une modification de la procédure participative pour intégrer désormais la possibilité de recourir à une procédure participative pour gérer l'ensemble de la mise en état devant le tribunal de grande instance (et la cour d'appel).
En pratique, les parties à l'instance vont régulariser une convention de procédure participative qui va retirer toute compétence au juge/conseiller de la mise en état dès qu'il est informé (art. 1546-1 du code de procédure civile). La convention, qui va se conclure exclusivement par acte d'avocat, aura la Possibilité notamment de :
1. Constater les faits qui ne l'auraient pas été dans la convention ;
2. Déterminer les points de droit auxquels elles entendent limiter le débat, dès lors qu'ils portent sur des droits dont elles ont la libre disposition ;
3. Convenir des modalités de communication de leurs écritures ;
4. Recourir à un technicien (expert judiciaire);
5. Désigner un conciliateur de justice ou un médiateur. (1546-3 du code de procédure civile).

Cette rédaction n'est pas limitative et doit permettre l'intégration de toutes mesures sur lesquelles les parties ont la libre disposition.
Dans un contexte de déjudiciarisation et de disette budgétaire persistante en matière de justice, cela permet de dégager du temps pour les magistrats et recentre sur les cabinets d'avocat le rôle de gérer la procédure, avec un recours au juge exclusivement en cas de difficulté.
À l'issue de la convention, trois possibilités :
- Retour devant le juge pour homologation de l'accord total ;
- Retour devant le juge pour homologation de l'accord partiel et jugement sur les points demeurant à trancher ;
- Retour devant le juge pour jugement sur l'ensemble en l'absence d'accord.

En tout état de cause, l'article 1559 prohibe tout retour à la mise en état.
Les avantages de ce mécanisme sont nombreux :
- sortie d’un carcan imposé par le juge pour arriver dans un accord entre les parties ;
- règlement de l’ensemble des questions qui relevaient de l’office du juge et notamment la désignation d’un expert, qu’il sera possible de choisir et dont il sera possible de fixer les modalités d’intervention, la mission et les honoraires ;
- la convention de procédure participative est suspensive des délais de prescription pendant sa durée, y compris des délais couperets des articles 905, 908 et 909 du code de procédure civile (art. 2238 Cciv et 1546-2 CPC) ;
- reprise du délai suspendu, lequel ne peut être inférieur à six mois sauf 905, 908 et 909 of course
- est une interruption et non une suspension pour 908 et 909, l’information du juge de la fin de la procédure participative fait recourir les délais ;
- ne pas dépendre du juge ;
- favorise le rapprochement des parties et la résolution amiable du litige.

## Le futur de l'acte d'avocat
L'acte d'avocat est appelé à se développer, la sécurité juridique qu'il procure répondant à un besoin essentiel du public.
Les avocats militent notamment pour qu'il puisse obtenir date certaine, elle n'est que certifiée aujourd'hui et, dans certaines conditions, qu'il se voit conférer la même valeur qu'un titre exécutoire, sans avoir à passer par une homologation par le juge.

## Sources
- L'acte d'avocat, souplesse et sécurité juridique pour les particuliers et les entreprises sur le site du Conseil national des barreaux  (consulté le 11 mars 2012)[9]
- Le divorce par consentement mutuel, par avocats[10]